# Per Nyhaug
Per Nyhaug (* 2. März 1926 in Oslo; † 1. September 2009) war ein norwegischer Orchester- und Jazzmusiker (Vibraphon, Schlagzeug).
Nyhaug war zunächst von 1961 bis 1991 als Orchestermusiker im Kringkastingsorkestret tätig, außerdem war er Paukist und Schlagwerker in Den norske Operas Orkester (1958). In der Osloer Jazzszene arbeitete er mit einer eigenen Band aus Willy Andresen, Fred Thunes und Frank Ottersen. Außerdem spielte er mit Ragnar Robertsen, Olav Wernersen, Arnstein Johansen, Eilif Holm, Rowland Greenberg, Robert Normann und Egil Kapstad. Mit dem Quintett von Greenberg gastierte er auf dem Montreux Jazz Festival 1970.
In den 1980er Jahren arbeitete er mit seiner Per Nyhaug studioband, mit der er die Alben Groovin' High (1988) und To Gemini (1993) für Gemini Records einspielte. Mitglieder seiner Band waren Bjørn Kjellemyr (Bass), Karl Johan Helgesen und Svein Christiansen (Schlagzeug); zu den Solisten gehörten Arvid Genius, Bernt Anker Steen, Bjarne Nerem, Eivin Sannes, Frode Thingnæs, Harald Bergersen, Johan Bergli, Rowland Greenberg und Tore Faye. Nyhaug spielte auch in der Jazz-Formation Radiostorbandet, als Orchestermusiker im Oslo Filharmoniske Orkester und in Den norske Operas orkester sowie Kapellmeister im Osloer Restaurant Regnbuen. 1987 erhielt er in der Kategorie Studio den Gammleng-prisen.